# Helen Hopekirk
Helen Hopekirk   (Escòcia, 20 de maig de 1856 - Cambridge, 19 de novembre de 1945) va ser una pianista i compositora escocesa que va viure i va treballar a Boston. A més, també va treballar a Nova York, Chicago, Londres, Edinburgh, Viena, Leipzig i París. Va néixer a Escòcia (Regne Unit) i va morir a Cambridge (Estats Units) d'una trombosi sent enterrada a Mount Auburn Cemetery. Va ser alumna de Theodor Leschetizki i posteriorment va ser professora del Conservatori de Música de Nova Anglaterra.

## Vida i carrera
Helen Hopekirk va néixer a Portobello, Edimburg, Escòcia, filla dels propietaris de botigues de música Adam i Helen (cognom de naixement Croall) Hopekirk. Va estudiar música amb George Lichtenstein i el compositor escocès Alexander Mackenzie, i va fer la seva estrena com a solista en 1874 amb la Societat d'Orquestra Amateur d'Edimburg. Després d'altres actuacions reeixides i la mort del seu pare, va viatjar per estudiar composició amb Carl Reinecke a Leipzig. Després d'estrenes reeixits a Leipzig i Londres, va començar gires regulars de concerts per Europa.
En 1882 Hopekirk es va casar amb el comerciant d'Edimburg i crític musical William A. Wilson (mort en 1926), qui va començar a treballar com el seu mànager. Va fer el seu debut nord-americà en 1883 amb l'Orquestra Simfònica de Boston i va començar gires de concerts als Estats Units. Ella planejava continuar els seus estudis amb Franz Liszt, però després de la seva mort va estudiar en el seu lloc amb Theodor Leschetizky a Viena i el compositor txec Karel Navratil a Praga. Ella i el seu marit van viure a Viena fins a 1892, i després es van mudar a París, on va començar a ensenyar piano.
El seu espòs va resultar ferit en un accident de trànsit, i el 1897 va acceptar la invitació del Director George Chadwick per prendre un lloc docent al Conservatori de Nova Anglaterra. El 1901 va deixar el Conservatori i es va convertir en professora particular, també va continuar la seva carrera de concerts. Hopekirk i el seu marit es van convertir en ciutadans nord-americans el 1918. La seva última actuació va ser a Steinert Hall, Boston, el 1939. Va morir a Cambridge, Massachusetts, d'una trombosi cerebral i va ser enterrada al cementiri Mount Auburn.

## Reconeixements i premis
- Primera dona escocesa que va fer gira als Estats Units apareixent a Nova York, Brooklyn, Chicago i Boston. Tenia una memòria prodigiosa i va tocar fins a 4 programes diferents en 12 dies.

- Va tocar amb l'Orquestra Simfònica de Boston en 12 ocasions, incloent dues vegades com a solista amb obres seves. Va ser la segona dona compositora en actuar amb aquesta orquestra amb obres pròpies, en aquest cas el Concert per a piano i orquestra en re major el 27 de desembre del 1900

- L'any 1879 va ser premiada amb el Helbig Foundation Prize pel Conservatori de Leipzig.

- L'any 1899 va guanyar en 2n premi en un concurs de composició de Musical Record a Boston.

## Obres
Hopekirk va compondre obres per a piano, violí i orquestra i va escriure cançons i peces per a piano. Sovint incorporava melodies populars escoceses. Les obres seleccionades inclouen:
- Concert per a piano en Re Major
- Serenata
- Blows the wind to-day (Text: Robert Louis Stevenson)
- Eilidh my Fawn (en cinc cançons) (Text: William Sharp)
- From the Hills of Dream (en sis poemes de Fiona Macleod) (Text: William Sharp)
- Hushing song (en cinc cançons) (Text: William Sharp)
- Mo-lennav-a-chree (en cinc cançons) (Text: William Sharp)
- On bonnie birdeen (en sis poemes de Fiona Macleod) (Text: William Sharp)
- Requiescat (Text: Matthew Arnold)
- Sag ich ließ sie grüßen (en cinc cançons) (Text: Heinrich Heine)
- St. Bride's lullaby (en sis poemes de Fiona Macleod) (Text: William Sharp)
- The Bandruidh (en cinc cançons) (Text: William Sharp)
- The bird of Christ (en sis poemes de Fiona Macleod) (Text: William Sharp)
- The lonely hunter (en sis poemes de Fiona Macleod) (Text: William Sharp)
- The sea hath its pearls (en cinc cançons) (Text: Henry Wadsworth Longfellow després de Heinrich Heine)
- There was an ancient monarch (en cinc cançons) (Text: after Heinrich Heine)
- Thy dark eyes to mine (en cinc cançons) (Text: William Sharp)
- When the dew is falling (en sis poemes de Fiona Macleod) (Text: William Sharp)[5]